# José Morillo
José Morillo (Santo Domingo, 16 de agosto de 1975) es un pintor considerado el más destacado exponente del arte naif en la República Dominicana. Desde su infancia mostró mucho interés por la pintura, lo que hizo que su padre lo enviara  al taller de un artista en donde se desarrollaba como ayudante.
Su pasión por la pintura lo llevaba a frecuentar diversas galerías de arte, para admirar las obras de grandes artistas dominicanos y extranjeros, tales como Justo Susana, Clara Ledesma, Cándido Bidó, Alberto Ulloa, así como maestros de la pintura naif haitiana, como los maestros haitianos Hector Hippolyte y Andre Pierre, entre otros.

## Vida artística
La vida artística profesional de Morillo inicia en 1993, cuando definió con claridad y seguridad lo que quería hacer, por donde deseaba encaminar su trayecto como artista del pincel y del lienzo.
Es así como se decide por el género naif, que desde su infancia lo llevaba muy marcado en sus trabajos sobre cartulina y en tela. Tras explicar que ese es un género que no se adquiere en la academia ni con el transitar en la vida, afirma con énfasis con el arte naif se nace, que “es como un tipo de sangre”.
Es por esta razón por la que defiende que el artista naif es muy peculiar y que, es una condición que viene intrínseca en el individuo, lo que hace que pueda expresar lo que define el género más puro de las artes plásticas.

## Dominicanidad y religiosidad
La obra de Morillo es reconocida a nivel nacional e internacional, porque en cada una de ellas eleva los rasgos de dominicanidad, incluyendo esto la religiosidad y ritos mágico-religiosos, manifestados en sus pinturas como Selita La Bruja, Fiesta, La Sagrada Familia, Mi abuelita y sus hermanas, Recolectoras de café, entre otros.
Sobre ese respecto, el crítico de arte Abil Peralta expresa su punto de vista, al resaltar el trabajo que en los últimos 50 años han realizado tanto Justo Susana, primer artista naíf que ha resaltado en República Dominicana, así como su denominado sucesor, José Morillo.
El también director de la Unidad Técnica de Cultura de la Cámara de Diputados de la República Dominicana  explica que en el país se conoció con mucha profusión el arte haitiano que era traído por la familia Nader, con artistas muy demandados en el país.  En ese proceso emerge Justo Susana y tres décadas después surgió quién ha llamado el fenómeno, José Morillo, que siendo apenas un jovenzuelo obtuvo el premio más importante que otorga la Asociación Internacional de Críticos de Arte, Sección República Dominicana, a la Primera Exposición Individual.

## Aportes a la educación
La obra del artista ha sido valorada para ilustrar una diversidad de materiales editoriales de carácter educativo y cultural, tanto en República Dominicana como en Estados Unidos y Europa.
Algunos de los libros que las obras de José Morillo han sido seleccionadas para ilustrar capítulos de aprendizaje se encuentran Bienales: Historia de la Bienal. La Bienal en la Historia, producido por el Museo de Arte Moderno.
Asimismo, la obra está presente en el libro Trascendencia y Esplendor de la Cámara de Diputados (2010), que recoge la exposición permanente de 75 artistas del pincen el Palacio del Congreso Nacional, escrito por el crítico y director de la Unidad Técnica de Cultura de la Cámara Baja, Abil Peralta Agüero.
De igual manera, participó en la Quinta Subasta Anual de Arte Dominicano, a beneficio de la fundación De corazón a corazón, en la que 60 artistas visuales plasmaron su creatividad en paletas, justo uno de los instrumentos que utilizan para realizar su trabajo. En ediciones anteriores lo habían hecho sobre cajas de cigarro, troncos, huevos y otomanes.
En 2008 dos de sus obras fueron seleccionadas para ilustrar los textos de enseñanza del idioma español Exprésate: Spanish 2 y Spanish 3, para ser utilizados en territorio de Estados Unidos, editado por Indiana Teacher's Edition.
Para la edición 2020, la editora McGraw Hill adquirió los derechos de una de las obras de José Morillo, para ilustrar uno de los capítulos del libro Punto y aparte, 6th Edition. Punto y aparte Spanish in Review, Moving Toward Fluency, coloca las metas comunicativas en la vanguardia del curso intermedio de español para que los estudiantes no solo aprendan sobre el idioma, sino que aprendan a usar el idioma de una manera auténtica y natural que les permita a los estudiantes expresarse con fluidez y precisión crecientes en entornos del mundo real

## Exposiciones individuales
- 1997.  Con los pies descalzos. Atelier Gascue, Santo Domingo, R.D.
- 1999.  En el Quinto Sueño. Galería Espinal, San Juan, Puerto Rico.
- 2002.  Exposición de la Litografía Arlequines Borinqueños. Galería Labrador Sears, Puerto Rico.
- 2002.  Alegre Caribe. Galería de Arte Nader, Santo Domingo, R.D.
- 2004.  Bajo el Sol. Museo de las Casas Reales, Santo Domingo, R.D.
- 2004.  Bajo el sol. Casa de la Cultura, Santiago de los Caballeros, R.D.
- 2004.  Bajo el Sol. Galería Tamara, San Juan, Puerto Rico.
- 2007.  De aquí y de allá. Mesa Fine Art, República Dominicana.
- 2010.  Sin Frontera. Exposición conjunta, Harry Jacques (Arijac) y José Morillo, Museo de Las Casas Reales, Santo Domingo.
- 2014.  La Virgen María en América, Museo de La Altagracia, Higüey.
- 2015.  En Somewhere in the Caribbean, Word Up Community Bookshop, Nueva York.
- 2016.  Exposición de obras para el lanzamiento de la colección Arte de Café de Casa Cuesta, Casa Cuesta, Santo Domingo.
- 2016.  Exposición de Pintura Virgen de Las Mercedes, Galería 360, Santo Domingo.

## Exposiciones colectivas
- 1994.  Concurso Homenaje a María Ugarte, Centro Cultural Hispánico, Santo Domingo
- 1996.  Concurso de Pintura Casa de España, Santo Domingo
- 1998.  XXVII Concurso E. León Jiménez, Santiago, R.D.
- 1999.  Arte Hoy, Museo de Arte Moderno de Cartagena de Indias, Colombia.
- 1999.  La Vida Urbana en la Región del Caribe, exposición organizada por Marianne de Tolentino y el Centro Cultural Cariforum.
- 1999.  Broward Country, Library Fort Lauderdale. Miami, Florida,
- 2000 Art Miami 2000. Feria Internacional de Arte en Miami, Florida.
- 2005.  Que no me quiten lo pintao. Centro León, Santiago, R.D.
- 2005.  Que no me quiten lo pintao. Museo Bellapart, Santo Domingo, R.D.
- 2006.  Ritmos Visuales del Merengue. Museo del Barrio, New York.
- 2007.  Ritmos del Merengue. Museo de la OEA, Washington, EEUU.
- 2007.  ARWI Fair, Puerto Rico Art & Wine. Galería Mesa Fine Art, San Juan, Puerto Rico.
- 2007.  Pequeños Formatos. De Bodden Galería, Santo Domingo R.D.
- 2007.  Las dos tiernas orillas. Exposición Internacional de Arte Naif, Centro Cultural de España.
- 2008.  Primera Subasta de Arte del Caribe. Hotel Meliá, Santo Domingo.
- 2008.  Ritmos del Merengue. Museo Afroamericano, Boston, EEUU.
- 2008.  Ritmos del Merengue. Museo Benton, Connecticut, EEUU.
- 2009.  Ritmos del Merengue. Latino Arts., Milwaukee, Wisconsin, EEUU.
- 2009.  Caribe Tres: Jorge Checo, Silvio Ávila y José Morillo. Galería Bodden, Santo Domingo.
- 2013.  Exposición Colectiva Agenda por la Vida, Referencia Laboratorios, Santo Domingo, R.D.
- 2013.  La Biblia a través del arte naif, Museo de la Altagracia, Higüey, R.D.
- 2018.  Exposición Los José, Quinta Dominica, Santo Domingo, República Dominicana.

## Premios y reconocimientos
- 1993. Primer Premio Concurso de Pintura de la Secretaría de Estado de Educación
- 1996. Primer Premio Concurso de Pintura Casa de Teatro.
- 1997. Premio de la Asociación de Críticos de Artes de Santo Domingo, mejor primera exposición.
- 1998. Primer Premio Concurso Pintura en México, D.F.
- 1998. Primer Premio Concurso de Pintura Casa de Teatro.
- 1998. Primer Premio Concurso de Pintura de la Asociación de Aeronáutica Civil, Santo Domingo.
- 1999. Premio XXI Bienal de Artes Visuales. Museo de Arte Moderno, Santo Domingo.